# 11 × 59 mm R
Die Patrone 11 × 59 mm R (oder 11 mm Gras) ist die erste moderne französische Metallpatrone. Sie wurde ab 1871 für das Einzelhinterladegewehr Gras Modell 1874 entwickelt.

## Entwicklung

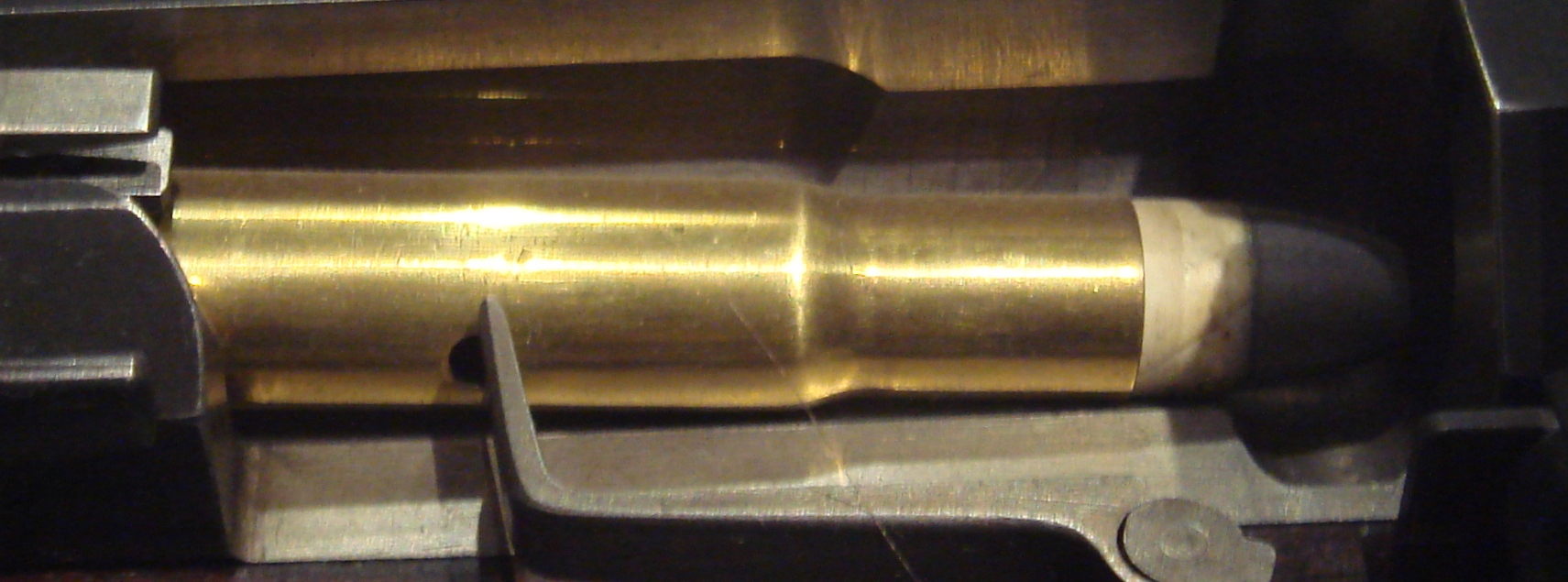
11 mm Gras in der Lademulde des Grasgewehres

Die Patrone 11 × 59 mm R wurde nach dem französisch-preußischen Krieg 1870/71 als Reaktion auf die französische Niederlage entwickelt, die Frankreich trotz des Chassepotgewehrs erlitten hatte. Metallpatronen mit Zentralfeuerzündung waren bereits in den USA üblich und auch das bayerische Werdergewehr verwendete diese Munitionsart.

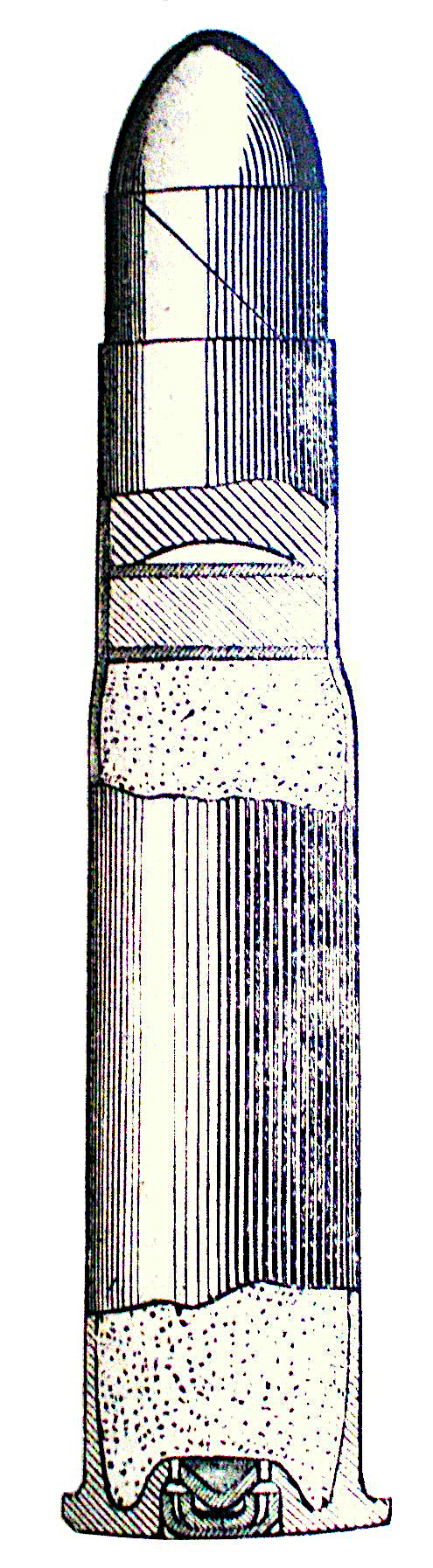
Schnittzeichnung

Das Kaliber 11 mm des Chassepotgewehres wurde beibehalten, da die ersten Grasgewehre aus Chassepotgewehren konvertiert wurden (Mle. 1866/74). Die 11 mm Gras verwendete eine Messinghülse mit einem Rundkopfgeschoss aus Blei und hatte Berdanzündung. Die Patrone wurde zusammen mit den Gewehren noch bis in den Ersten Weltkrieg hinein eingesetzt. Sie kam sogar als Maschinengewehrmunition und als panzerbrechende Munition zum Einsatz. Für den Einsatz gegen Ballons und Luftschiffe wurden von den Briten Vickers-MGs auf die Patrone 11 × 59 mm R, die dann mit einem Brandgeschoss als 11 × 59 mm Vickers bezeichnet wurde, umgerüstet.

## Varianten
- Modell 1874
- Patronenmodell 1879 CE (mit Filz)
- Modell 1879/83 NF („Nouvelle forme“, Neue Form)
- Modell 1879 CR
- Modell 1879/83, Hartkerngeschoss
- Modell 1879/83, Brand-/Leuchtspurgeschoss

## Weiterentwicklungen
Der direkte Nachfahre der 11 × 59 mm R ist die Patrone 8 × 50 mm R Lebel, die durch Einziehen des Hülsenmundes auf 8 mm aus der 11 × 59 mm R entwickelt wurde.